# Şemsettin Günaltay
Mehmet Şemsettin Günaltay (IPA: [ˈmehmet ʃemseˈtin ɟynaɫˈtaj]) (Kemaliye, 1883 – Istanbul, 19 ottobre 1961) è stato un politico turco.

## Biografia
Dal gennaio 1949 al maggio 1950 è stato Primo ministro della Turchia.
Di professione storico, era rappresentante del Partito Popolare Repubblicano ed era di religione islamica sunnita.